# Bezirk Graz-Umgebung
Der Bezirk Graz-Umgebung ist ein politischer Bezirk des Landes Steiermark.
Er liegt im Zentrum des Bundeslandes und umgibt die nicht zum Bezirk gehörende Landeshauptstadt Graz, wo sich der Sitz der Bezirkshauptmannschaft befindet, weshalb Graz-Umgebung der einzige Bezirk der Steiermark ohne eigenen Bezirkshauptort ist. Graz-Umgebung ist nach Graz-Stadt der Bezirk mit der zweithöchsten Einwohnerzahl des Bundeslandes.

## Geografie

### Geografische Lage
Der Bezirk Graz-Umgebung liegt in der Mittelsteiermark. Er hat Anteil an vier Regionen: Der Westen und der Nordwesten des Bezirks gehören zur Weststeiermark und damit zu den Ausläufern der Lavanttaler Alpen. Der Norden und der Nordosten des Bezirks gehören zum Grazer Bergland und damit zum Randgebirge östlich der Mur, während der Osten zum oststeirischen Hügelland gezählt wird. Der Süden des Bezirks gehört schließlich zum Grazer Becken.
Der Bezirk wird von Norden nach Süden von der Mur durchflossen, die die Grenze zwischen West- und Oststeiermark bildet. Entlang der Mur befinden sich die größeren Gemeinden des Bezirks, so dass hier rund 70.000 Einwohner auf etwa 250 km² leben (Dichte: 280 Ew./km²). Die weiteren größeren Flüsse im Bezirk sind die Kainach im Südwesten und der Rabnitzbach im Nordosten. Das übrige Bezirksgebiet wird von vielen kleinen Bächen durchzogen.
Die höchsten Berge im Bezirksgebiet befinden sich im Nordwesten im Bereich der Gleinalpe im Gemeindegebiet von Übelbach. Die höchsten Gipfel werden von Speikkogel (1.988 m), Lärchkogel (1.894 m), Eiblkogel (1.831 m) gebildet. Im Nordosten ragt der Schöckl mit einer Höhe von 1.445 m heraus.

### Ausdehnung des Bezirks
Der Bezirk Graz-Umgebung misst von Norden nach Süden circa 50 km und von Westen nach Osten an der breitesten Stelle etwa 40 km, die Gesamtfläche beträgt 1.084,55 km².

### Nachbarbezirke
Der Bezirk umschließt die Landeshauptstadt und ist von acht steirischen Bezirken umgeben.
| Murtal (MT)           | Leoben (LN)                                 | Bruck-Mürzzuschlag (BM) |
| Voitsberg (VO)        | Kompassrose, die auf Nachbargemeinden zeigt | Weiz (WZ)               |
| Deutschlandsberg (DL) | Leibnitz (LB)                               | Südoststeiermark (SO)   |

### Bezirksgerichte
- Der Gerichtsbezirk Graz-Ost umfasst den östlichen Teil der Stadt Graz und den südlichen Teil des Bezirkes Graz-Umgebung.
- Der Gerichtsbezirk Graz-West umfasst den westlichen Teil der Stadt Graz und den nördlichen Teil des Bezirkes Graz-Umgebung.

## Geschichte
Durch eine ministerielle Verordnung wurde 1854 das Gebiet des 1849 geschaffenen Gerichtsbezirkes Graz auf drei Bezirksgerichte aufgeteilt: Bezirksgericht I. Section (Gebiet von Graz am rechten Murufer), Bezirksgericht II. Section (Gebiet von Graz am linken Murufer), Bezirksgericht III. Section (Bereich Graz Umgebung).
Das Graz umgebende Gebiet firmierte ab 1. Jänner 1867 unter dem Namen Gerichtsbezirk Gratz Umgebung weiter. Dieser bildete im Zuge der Trennung der politischen von der judikativen Verwaltung ab 1868 gemeinsam mit den Gerichtsbezirken Frohnleiten und Voitsberg den Bezirk Graz-Umgebung.
Nachdem durch eine kaiserliche Entschließung der Gerichtsbezirk Voitsberg per 1. Oktober 1891 vom Bezirk Graz-Umgebung abgetrennt worden war, verblieben nur noch die Gerichtsbezirke Frohnleiten und Graz Umgebung beim Bezirk Graz-Umgebung.
Durch Ausscheidung der Gemeinde Petzendorf aus dem Bezirk Leibnitz vergrößerte sich die Fläche des Bezirkes per 1. Jänner 1924 um 2,7 km².
Vom 1. Juni 1932 bis zum 28. Februar 1937 gehörte der Bereich des Bezirks Voitsberg als Politische Expositur zum Bezirk Graz-Umgebung.
Im Zuge der nationalsozialistischen Verwaltungsorganisation kam es per 15. Oktober 1938 zur Eingemeindung zahlreicher Umlandgemeinden zur Stadt Graz, wodurch der Bezirk Graz-Umgebung Fläche verlor.
Auch in den 1950er Jahren kam es zu größeren Gebietsänderungen im Bezirk Graz-Umgebung. So gelangten die Gemeinden Affenberg und Präbach per 1. April 1952 vom Bezirk Weiz zum Bezirk Graz-Umgebung.
Per 1. Jänner 1957 wurde die Gemeinde Pöls an der Wieserbahn aus dem Bezirk Leibnitz ausgeschieden und dem Bezirk Graz-Umgebung zugeschlagen.
Der Bezirk Graz-Umgebung bestand bis 2014 aus insgesamt 57 Gemeinden. Im Rahmen der Gemeindestrukturreform in der Steiermark liegen mit Jahresbeginn 2015 durch Gemeindezusammenlegungen über Bezirksgrenzen die Gemeindegebiete von Tyrnau und Tulwitz im Bezirk Weiz, das Gemeindegebiet von Petersdorf II aus dem Bezirk Südoststeiermark im Bezirk Graz-Umgebung. Die Grenzen der Bezirke wurden so geändert, dass die neuen Gemeinden vollständig in einem Bezirk liegen.

### Bezirkshauptleute
- Ferdinand Kirchlehner, 3. August 1868[11]
- Franz Stähling, 20. Dezember 1869
- Franz Vogl, 14. Juli 1876
- Gustav R. von Crollolanza, 1878
- Julius Franzi R. von Vesteneck, 27. März 1881
- Franz Lautner, 25. September 1881
- Ferdinand Pirner, 11. Dezember 1886
- Carl Russ, 25. August 1890
- Heinrich Clementschitsch, 16. November 1892
- Eugen E. von Schickh, 9. Juli 1899
- Alois E. von Kriehuber, 17. September 1911
- Fritz Bajardi, 1919
- Richard Schmigotz, 1. August 1919
- Paul Hohl, 8. August 1923
- Emil Krammer, 15. März 1927
- Adolf Rochelt, 1. Juni 1932
- August Sutter, 26. Juni 1945
- Hans Knieli, 1. Januar 1949
- Georg Stecher, 1. Januar 1958
- Heinz Pammer, 1. Januar 1962
- Alexander Mayer, 1. August 1963
- Hellmut Fallada, 1. Jänner 1974
- Burkhard Thierrichter, 1. Jänner 1998
- Angelika Unger, 1. Oktober 2018
- Andreas Weitlaner, 1. September 2020[12][13]

## Angehörige Gemeinden

Im Rahmen der Gemeindestrukturreform 2014/15 wurde die Zahl der Gemeinden im Bezirk deutlich verringert. Seit Jänner 2015 besteht der Bezirk aus 36 Gemeinden, darunter eine Stadt- und 21 Marktgemeinden.

### Liste der Gemeinden im Bezirk Graz-Umgebung
Die Einwohnerzahlen der Tabelle stammen vom 1. Jänner 2024,
Regionen sind Kleinregionen der Steiermark.
| Gemeinde                      | Lage | Ew     | km²    | Ew / km² | Gerichtsbezirk | Region                                            | Typ             | Foto | Metadaten         |
| ----------------------------- | ---- | ------ | ------ | -------- | -------------- | ------------------------------------------------- | --------------- | ---- | ----------------- |
| Deutschfeistritz              |      | 4.464  | 56,98  | 78       | Graz-West      | 027 Übelbachtal aufgelöst 2. August 2014          | Markt- gemeinde | ja   | Gem.Kennz.: 60659 |
| Dobl-Zwaring                  |      | 3.767  | 37,66  | 100      | Graz-Ost       | 064 Unteres Kainachtal aufgelöst 20. Februar 2021 | Markt- gemeinde | ja   | Gem.Kennz.: 60660 |
| Eggersdorf bei Graz           |      | 7.243  | 49,22  | 147      | Graz-Ost       | 073 Schöcklland Süd                               | Markt- gemeinde | ja   | Gem.Kennz.: 60661 |
| Feldkirchen bei Graz          |      | 7.287  | 11,56  | 631      | Graz-Ost       | 057 GU 8 aufgelöst 20. November 2021              | Markt- gemeinde | ja   | Gem.Kennz.: 60608 |
| Fernitz-Mellach               |      | 4.962  | 20,53  | 242      | Graz-Ost       | 078 GU-SÜD aufgelöst 30. Dezember 2017            | Gemeinde        | ja   | Gem.Kennz.: 60662 |
| Frohnleiten                   |      | 6.668  | 153,91 | 43       | Graz-West      | 029 GU-Nord                                       | Stadt- gemeinde | ja   | Gem.Kennz.: 60663 |
| Gössendorf                    |      | 4.237  | 7,18   | 590      | Graz-Ost       | 078 GU-SÜD aufgelöst 30. Dezember 2017            | Markt- gemeinde | ja   | Gem.Kennz.: 60611 |
| Gratkorn                      |      | 8.310  | 34,56  | 240      | Graz-West      | 061 JEGG                                          | Markt- gemeinde | ja   | Gem.Kennz.: 60613 |
| Gratwein-Straßengel           |      | 12.879 | 86,62  | 149      | Graz-West      | 061 JEGG                                          | Markt- gemeinde | ja   | Gem.Kennz.: 60664 |
| Hart bei Graz                 |      | 5.483  | 11,01  | 498      | Graz-Ost       | 078 GU-SÜD aufgelöst 30. Dezember 2017            | Gemeinde        | ja   | Gem.Kennz.: 60617 |
| Haselsdorf-Tobelbad           |      | 1.622  | 6,66   | 244      | Graz-Ost       | 064 Unteres Kainachtal aufgelöst 20. Februar 2021 | Gemeinde        | ja   | Gem.Kennz.: 60618 |
| Hausmannstätten               |      | 3.777  | 6,81   | 555      | Graz-Ost       | 078 GU-SÜD aufgelöst 30. Dezember 2017            | Markt- gemeinde | ja   | Gem.Kennz.: 60619 |
| Hitzendorf                    |      | 7.360  | 48,82  | 151      | Graz-Ost       | 062 Hitzendorf                                    | Markt- gemeinde | ja   | Gem.Kennz.: 60665 |
| Kainbach bei Graz             |      | 2.878  | 17,76  | 162      | Graz-Ost       | 073 Schöcklland Süd                               | Gemeinde        | ja   | Gem.Kennz.: 60623 |
| Kalsdorf bei Graz             |      | 8.662  | 15,09  | 574      | Graz-Ost       | 057 GU 8 aufgelöst 20. November 2021              | Markt- gemeinde | ja   | Gem.Kennz.: 60624 |
| Kumberg                       |      | 3.922  | 29,27  | 134      | Graz-Ost       | 104 Kumberg                                       | Markt- gemeinde | ja   | Gem.Kennz.: 60626 |
| Laßnitzhöhe                   |      | 2.881  | 14,81  | 194      | Graz-Ost       | 103 Schemerl aufgelöst 1. Juni 2019               | Markt- gemeinde | ja   | Gem.Kennz.: 60628 |
| Lieboch                       |      | 5.581  | 11,76  | 475      | Graz-Ost       | 064 Unteres Kainachtal aufgelöst 20. Februar 2021 | Markt- gemeinde | ja   | Gem.Kennz.: 60629 |
| Nestelbach bei Graz           |      | 2.751  | 27,19  | 101      | Graz-Ost       | 103 Schemerl aufgelöst 1. Juni 2019               | Gemeinde        | ja   | Gem.Kennz.: 60666 |
| Peggau                        |      | 2.413  | 11,21  | 215      | Graz-West      | 027 Übelbachtal aufgelöst 2. August 2014          | Markt- gemeinde | ja   | Gem.Kennz.: 60632 |
| Premstätten                   |      | 7.081  | 29,08  | 244      | Graz-Ost       | 057 GU 8 aufgelöst 20. November 2021              | Markt- gemeinde | ja   | Gem.Kennz.: 60670 |
| Raaba-Grambach                |      | 4.983  | 14,65  | 340      | Graz-Ost       | 078 GU-SÜD aufgelöst 30. Dezember 2017            | Markt- gemeinde | ja   | Gem.Kennz.: 60667 |
| Sankt Bartholomä              |      | 1.503  | 11,75  | 128      | Graz-West      | 062 Hitzendorf                                    | Gemeinde        | ja   | Gem.Kennz.: 60639 |
| Sankt Marein bei Graz         |      | 3.758  | 41,57  | 90       | Graz-Ost       | 103 Schemerl aufgelöst 1. Juni 2019               | Markt- gemeinde | ja   | Gem.Kennz.: 60668 |
| Sankt Oswald bei Plankenwarth |      | 1.278  | 11,75  | 109      | Graz-West      | 062 Hitzendorf                                    | Gemeinde        | ja   | Gem.Kennz.: 60641 |
| Sankt Radegund bei Graz       |      | 2.167  | 21,60  | 100      | Graz-Ost       | 104 Kumberg                                       | Gemeinde        | ja   | Gem.Kennz.: 60642 |
| Seiersberg-Pirka              |      | 12.258 | 17,32  | 708      | Graz-Ost       | 057 GU 8 aufgelöst 20. November 2021              | Gemeinde        | ja   | Gem.Kennz.: 60669 |
| Semriach                      |      | 3.202  | 60,34  | 53       | Graz-West      | –                                                 | Markt- gemeinde | ja   | Gem.Kennz.: 60645 |
| Stattegg                      |      | 3.033  | 25,85  | 117      | Graz-Ost       | –                                                 | Gemeinde        | ja   | Gem.Kennz.: 60646 |
| Stiwoll                       |      | 702    | 12,96  | 54       | Graz-West      | 091 (Name noch offen)                             | Gemeinde        | ja   | Gem.Kennz.: 60647 |
| Thal                          |      | 2.498  | 18,60  | 134      | Graz-Ost       | 062 Hitzendorf                                    | Markt- gemeinde | ja   | Gem.Kennz.: 60648 |
| Übelbach                      |      | 2.075  | 94,52  | 22       | Graz-West      | 027 Übelbachtal aufgelöst 2. August 2014          | Markt- gemeinde | ja   | Gem.Kennz.: 60651 |
| Vasoldsberg                   |      | 4.789  | 27,97  | 171      | Graz-Ost       | –                                                 | Markt- gemeinde | ja   | Gem.Kennz.: 60653 |
| Weinitzen                     |      | 2.739  | 18,94  | 145      | Graz-Ost       | 104 Kumberg                                       | Gemeinde        | ja   | Gem.Kennz.: 60654 |
| Werndorf                      |      | 2.848  | 6,23   | 457      | Graz-Ost       | 057 GU 8 aufgelöst 20. November 2021              | Gemeinde        | ja   | Gem.Kennz.: 60655 |
| Wundschuh                     |      | 1.661  | 12,79  | 130      | Graz-Ost       | 057 GU 8 aufgelöst 20. November 2021              | Gemeinde        | ja   | Gem.Kennz.: 60656 |

## Bevölkerungsentwicklung
Die Bevölkerung des Bezirks Graz-Umgebung wächst stärker als der Landesdurchschnitt. In den Jahren 1951 bis 2001 stieg die Einwohnerzahl um 60 %, während die gesamte Steiermark nur etwa 7 % Zuwachs im selben Zeitraum hatte. Gründe hierfür sind die Nähe zur Landeshauptstadt sowie die gute Infrastruktur des Bezirks (Autobahnen, Flughafen, Eisenbahnen).

## Besondere Gemeinden
Die nördlichste Gemeinde ist Frohnleiten, die südlichste Gemeinde ist Dobl-Zwaring, während die westlichste Gemeinde Übelbach ist. Am weitesten im Osten befindet sich Sankt Marein bei Graz.
Die kleinste Gemeinde ist Werndorf mit 6,23 km², während Frohnleiten mit 153,91 km² die größte ist und damit Graz um 26.340325 km² übertrifft.
Stiwoll hat mit 702 die wenigsten Einwohner, Gratwein-Straßengel mit 12.879 Einwohnern die meisten (Stand: 1. Jänner 2024).
Am dichtesten besiedelt ist die Gemeinde Seiersberg-Pirka mit fast 708 Einwohnern je Quadratkilometer, während Übelbach mit nur 22 Einwohnern je Quadratkilometer am dünnsten besiedelt ist.
Die am tiefsten gelegene Gemeinde ist Werndorf mit 309 m.

## Verkehr

### Straße
Der Bezirk Graz-Umgebung ist hervorragend an das überregionale Straßennetz angeschlossen. Von Norden nach Süden durchläuft ihn die Pyhrn Autobahn A 9 von Linz über Graz nach Slowenien. Sie hat zwei Halb-* und acht Vollanschlussstellen im Bezirksgebiet: Übelbach (exit 157), Deutschfeistritz-Peggau (exit 165), Gratkorn-Nord* (exit 170) und Gratkorn-Süd (exit 173) im Norden sowie Seiersberg (exit 188), Schwarzlsee* (exit 190), Schachenwald (exit 192), Kalsdorf (exit 194) und Wundschuh (exit 197) im Süden des Bezirks.
Im Bezirksgebiet befindet sich der Knoten Graz-West der A 9 mit der Süd Autobahn A 2 von Wien über Graz nach Klagenfurt, die den Bezirk von Osten nach Westen durchläuft. Sie kann über vier Anschlussstellen innerhalb des Bezirks erreicht werden: Laßnitzhöhe (exit 169), Graz Flughafen/Feldkirchen (exit 182), Premstätten (exit 188) und Lieboch (exit 194). Im Norden des Bezirks führt die Brucker Schnellstraße S 35 entlang der Mur nach Bruck an der Mur.
Der Bezirk wird von einer Reihe von ehemaligen Bundesstraßen durchzogen, die ausgehend von Graz in (fast) alle Richtungen führen: Die Packer Straße B 70 verläuft von Graz nach Klagenfurt entlang der Süd Autobahn, ebenso wie die Gleisdorfer Straße B 65 von Graz zur Staatsgrenze nach Ungarn. Die Grazer Straße B 67 verläuft von Deutschfeistritz nach Slowenien entlang der Pyhrn Autobahn. Diese drei Straßen bilden die Hauptachsen. Von ihnen gehen weiters aus: die Rechberg Straße B 64 von Frohnleiten nach Weiz im Norden, die Weizer Straße B 72 von Graz nach Weiz im Nordosten, die Radlpass Straße B 76 im Südwesten und die Kirchbacher Straße B 73 im Südosten.

### Schiene
Der Bezirk wird von Norden nach Süden entlang der Mur von der Südbahn durchzogen, die von Bruck an der Mur über Graz nach Slowenien führt. Von der Südbahn zweigen im Bezirksgebiet die im Bau befindliche Koralmbahn sowie einige kleinere Bahnstrecken ab wie die Köflacherbahn, die den Südwesten bedient, die Steirische Ostbahn, die durch den Osten des Bezirksgebietes verläuft, sowie die Lokalbahn Peggau–Übelbach im Norden. Bedingt durch die bergige und hügelige Landschaftsform des Bezirks können insbesondere der Westen und der Nordosten nicht an das Schienennetz angebunden werden.
Im Bezirk befindet sich kein Bahnhof mit überregionaler Bedeutung. Nur in den Bahnhöfen Frohnleiten und Gratwein-Gratkorn besteht Anschluss an sämtliche Regionalexpress-Verbindungen Richtung Spielfeld-Strass, Graz, Mürzzuschlag, Unzmarkt und Selzthal. Alle anderen Bahnhöfe werden nur von Regionalzügen und der S-Bahn Steiermark bedient. Das InterCity-Netz kann nur über den Hauptbahnhof Graz erreicht werden.

### Flughafen
Im Bezirk befindet sich der Flughafen Graz-Thalerhof auf dem Gebiet der Gemeinden Feldkirchen und Kalsdorf am südlichen Rand der Landeshauptstadt.

## Politik
Die Ergebnisse der Gemeinderatswahlen brachten bezirksweit folgende Ergebnisse:
| Partei          | 2020    | 2020    | 2020    | 2015    | 2015    | 2015    | 2010    | 2010    | 2010    | 2005    | 2005    | 2005    | 2000    | 2000    | 2000    | 1995    | 1995    | 1995    | 1990    | 1990    | 1990    |
| Partei          | Stimmen | %       | Mandate | St.     | %       | M.      | St.     | %       | M.      | St.     | %       | M.      | St.     | %       | M.      | St.     | %       | M.      | St.     | %       | M.      |
| --------------- | ------- | ------- | ------- | ------- | ------- | ------- | ------- | ------- | ------- | ------- | ------- | ------- | ------- | ------- | ------- | ------- | ------- | ------- | ------- | ------- | ------- |
| ÖVP             | 33.025  | 44,41   | 351     | 31.809  | 37,63   | 302     | 35.749  | 42,44   | 443     | 32.884  | 40,29   | 415     | 31.134  | 40,91   | 408     | 30.163  | 39,90   | 363     | 32.167  | 42,17   | 400     |
| SPÖ             | 21.462  | 28,86   | 205     | 25.759  | 30,48   | 212     | 32.699  | 38,82   | 342     | 34.866  | 42,72   | 371     | 29.357  | 38,57   | 318     | 29.043  | 38,42   | 325     | 32.288  | 42,32   | 332     |
| FPÖ             | 6.227   | 8,37    | 48      | 11.858  | 14,03   | 86      | 5.845   | 6,94    | 46      | 3.949   | 4,84    | 24      | 8.865   | 11,65   | 81      | 8.345   | 11,04   | 78      | 6.169   | 8,09    | 53      |
| Die Grünen      | 7.282   | 9,79    | 62      | 5.894   | 6,97    | 39      | 3.560   | 4,23    | 27      | 3.686   | 4,52    | 29      | 2.383   | 3,13    | 15      | 2.034   | 2,69    | 14      | 672     | 0,88    | 6       |
| Sonstige Listen | 6.370   | 8,57    | 50      | 9.721   | 11,50   | 64      | 5.743   | 6,82    | 64      | 6.224   | 7,63    | 74      | 4.365   | 5,74    | 53      | 6.012   | 7,95    | 65      | 4.990   | 6,54    | 48      |
| Gültige Stimmen | 74.366  | 74.366  | 74.366  | 84.521  | 84.521  | 84.521  | 84.230  | 84.230  | 84.230  | 81.609  | 81.609  | 81.609  | 76.104  | 76.104  | 76.104  | 75.597  | 75.597  | 75.597  | 76.286  | 76.286  | 76.286  |
| Wahlbeteiligung | 58,33 % | 58,33 % | 58,33 % | 69,71 % | 69,71 % | 69,71 % | 73,24 % | 73,24 % | 73,24 % | 75,27 % | 75,27 % | 75,27 % | 77,96 % | 77,96 % | 77,96 % | 82,38 % | 82,38 % | 82,38 % | 91,24 % | 91,24 % | 91,24 % |

## GU Süd
Die 6 Gemeinden
- Fernitz-Mellach
- Hart bei Graz
- Hausmannstätten
- Gössendorf
- Raaba-Grambach und
- Vasoldsberg

alle im Grazer Feld östlich (links) der Mur kooperiert als Gruppe "GU Süd" seit 2001 für eine nachhaltig wirksame sowie zukunftsorientierte Raum-, Mobilitäts- und Wirtschaftsentwicklung.